# The Rightful Heir (film 1913)
The Rightful Heir è un cortometraggio muto del 1913 diretto da J. Searle Dawley.

## Produzione
Il film fu prodotto dalla Edison Company.

## Distribuzione
Distribuito dalla General Film Company, il film - un cortometraggio in una bobina - uscì nelle sale cinematografiche degli Stati Uniti il 12 agosto 1913. L'11 dicembre 1913 venne distribuito anche nel Regno Unito.